# 1. deild kvinnur (2010)
W roku 2010 odbyła się 26. edycja 1. deild kvinnur – pierwszej ligi piłki nożnej kobiet na Wyspach Owczych. W rozgrywkach wzięło udział 6 klubów z całego archipelagu. Tytułu mistrzowskiego broniła drużyna KÍ Klaksvík, zdobywając go ponownie po raz dwunasty w swojej historii.
Każda z drużyn rozegrała po cztery mecze z każdym z przeciwników. Mistrz Wysp Owczych dostawał prawo do gry w Pucharze UEFA Kobiet.

## Uczestnicy
| Uczestnicy 1. deild kvinnur 2009                                                                              | Uczestnicy 1. deild kvinnur 2009 | Uczestnicy 1. deild kvinnur 2009 | Uczestnicy 1. deild kvinnur 2009 |
| --- | -------------------------------- | -------------------------------- | -------------------------------- |
| KÍ | KÍ Klaksvík                      | 1                                |                                  |
| AB | AB Argir                         | 2                                |                                  |
| VÍK | Víkingur Gøta                    | 3                                |                                  |
| Skála | Skála ÍF                         | 4                                |                                  |
| EBS | EB/Streymur                      | 5                                |                                  |
| Awans z 2. deild kvinnur 2009                                                                                 |                                  |                                  |                                  |
| MB | MB Miðvágur                      | 1                                |                                  |
| Oznaczenia: - kolumna pierwsza – skróty nazw drużyn, - kolumna trzecia – miejsce zajęte w poprzednim sezonie. |                                  |                                  |                                  |

## Rozgrywki

### Tabela ligowa
| Lp. | Drużyna         | M  | Z  | R | P  | Bramki | Bramki | Różn. | Pkt | Uwagi                                     |
| --- | --------------- | -- | -- | - | -- | ------ | ------ | ----- | --- | ----------------------------------------- |
| 1   | KÍ Klaksvík (M) | 20 | 17 | 3 | 0  | 101    | 10     | +91   | 54  | Liga Mistrzów UEFA • Runda kwalifikacyjna |
| 2   | AB Argir        | 20 | 15 | 2 | 3  | 95     | 14     | +81   | 47  |                                           |
| 3   | Skála ÍF        | 20 | 9  | 4 | 7  | 36     | 28     | +8    | 31  |                                           |
| 4   | Víkingur Gøta   | 20 | 7  | 2 | 11 | 47     | 24     | +23   | 23  |                                           |
| 5   | EB/Streymur (S) | 20 | 3  | 4 | 13 | 25     | 68     | −43   | 13  | Spadek do 2. deild                        |
| 6   | MB Miðvágur (S) | 20 | 0  | 3 | 17 | 10     | 109    | −99   | 3   | Spadek do 2. deild                        |

### Wyniki spotkań
| Gospodarz \ Gość | AB  | EBS | KÍ   | MB   | Skála | VÍK |
| AB Argir         |     | 7:0 | 1:3  | 13:0 | 4:0   | 0:2 |
| EB/Streymur      | 0:6 |     | 2:9  | 1:1  | 1:1   | 0:2 |
| KÍ Klaksvík      | 3:0 | 4:0 |      | 1    | 1:1   | 7:1 |
| MB Miðvágur      | 0:7 | 1:1 | 0:14 |      | 1:5   | 0:1 |
| Skála ÍF         | 0:1 | 4:0 | 0:1  | 7:2  |       | 1:1 |
| Víkingur Gøta    | 0:4 | 0:2 | 0:2  | 2:1  | 2:3   |     |

Aktualne na 14 maja 2015. Źródło: FaroeSoccer.com
Objaśnienia:
1Drużyna gospodarzy jest wymieniona po lewej stronie tabeli.
Kolory: zielony – zwycięstwo gospodarzy, żółty – remis, różowy – zwycięstwo gości.
| Gospodarz \ Gość | AB   | EBS | KÍ  | MB   | Skála | VÍK  |
| AB Argir         |      | 7:0 | 0:0 | 9:0  | 3:0   | 6:1  |
| EB/Streymur      | 1:4  |     | 0:6 | 10:1 | 0:2   | 2:3  |
| KÍ Klaksvík      | 3:3  | 7:1 |     | 10:0 | 3:0   | 12:0 |
| MB Miðvágur      | 1:10 | 0:3 | 1   |      | 1:3   | 1:1  |
| Skála ÍF         | 0:3  | 1:1 | 0:2 | 2    |       | 2:0  |
| Víkingur Gøta    | 0:7  | 2:0 | 1:8 | 3:0  | 1:3   |      |

Aktualne na 14 maja 2015. Źródło: FaroeSoccer.com
Objaśnienia:
1Drużyna gospodarzy jest wymieniona po lewej stronie tabeli.
Kolory: zielony – zwycięstwo gospodarzy, żółty – remis, różowy – zwycięstwo gości.
Objaśnienia:
1. KÍ Klaksvík przyznano zwycięstwo 3:0 walkowerem.
2. Skála ÍF przyznano zwycięstwo 3:0 walkowerem.

## Najlepsi strzelcy
| Bramki | Strzelcy                   | Drużyna        |
| ------ | -------------------------- | -------------- |
| 27     | Rannvá Andreasen           | KÍ Klaksvík    |
| 26     | Olga Kristina Hansen       | AB Argir       |
| 23     | Sofía Purkhús              | KÍ Klaksvík    |
| 16     | Lisa í Liða                | AB Argir       |
| 14     | Mona Breckman              | AB Argir       |
| 12     | Kirstinbjørg Frederiksberg | Skála ÍF       |
| 12     | Sigrid Jacobsen            | KÍ Klaksvík    |
| 10     | Malena Josephsen           | KÍ Klaksvík    |
| 9      | Halltóra Joensen           | AB Argir       |
| 8      | Sigrun Kalsoy Kristiansen  | EB/Streymur    |
| 8      | Ása Thomsen                | KÍ Klaksvík    |
| 4      | 9 zawodniczek              | 9 zawodniczek  |
| 3      | 8 zawodniczek              | 8 zawodniczek  |
| 2      | 13 zawodniczek             | 13 zawodniczek |
| 1      | 22 zawodniczki             | 22 zawodniczki |
| sam.   | 6 zawodniczek              | 6 zawodniczek  |
| 2 sam. | 1 zawodniczka              | 1 zawodniczka  |

## Nagrody
Na koniec sezonu FSF Føroya przyznał nagrody dla najlepszych graczy sezonu. Ostateczne wyniki prezentowały się więc następująco:
| Nagroda             | Piłkarz          | Drużyna     |
| ------------------- | ---------------- | ----------- |
| Piłkarz Roku        | Rannvá Andreasen | KÍ Klaksvík |
| Bramkarz Roku       | Randi Wardum     | KÍ Klaksvík |
| Trener Roku         | Birnir Haukson   | Skála ÍF    |
| Młody Zawodnik Roku | Maria Thomsen    | KÍ Klaksvík |